# شیر ترانسفال
شیر ترانسفال، که به نام شیر آفریقای جنوب‌شرقی نیز شناخته می‌شود؛ (نام علمی: Panthera leo melanochaita)، زیرگونهای از شیر است که در جنوب شرقی آفریقا و از جمله پارک ملی کروگر زندگی می‌کند؛ نام این شیر از منطقه ترانسفال در آفریقای جنوبی گرفته شده‌است.

## اندام‌شناسی
همانند همه شیرها (به استثنای شیر ساوو)، جنس نر این شیر دارای یال است. طول بدن شیرهای نر با احتساب دم ۳–۳.۲ متر و وزن ۱۹۰–۲۴۲ کیلوگرم است. ماده‌ها طولی برابر ۱٫۸ تا ۲ متر دارند. وزن شیرهای نر میان ۲۲۰ تا ۲۵۰ کیلوگرم است و رکورد گنیس ثبت شده برای این شیر در طبیعت به ۲۸۰ کیلوگرم بوده‌است. وزن ماده‌ها به ۱۰۰ تا ۱۴۰ کیلوگرم می‌رسد. ارتفاع شانه در هر دو جنس ۱/۲۳–۱/۱ متر است.
میانگین ماده‌ها ۱۲۵ و نرها ۲۲۰ کیلوگرم است..

## تغذیه
غذای این شیرها را گاو وحشی آفریقایی، زبرا، گاومیش آفریقایی، گراز زگیل‌دار، و گاه در صورتی که غذای معمولشان نایاب شود، زرافه تشکیل می‌دهند. گاهی سفیدگرایی در این گونه شیر به صورت طبیعی پدید می‌آید ولی بسیار نادر است.